# Баба (село)
Баба́ — село в Україні, у Роменському районі Сумської області. Населення становить 253 осіб. Входить до складу Недригайлівської селищної громади. До 2020 року орган місцевого самоврядування — Засульська сільська рада.

## Географія
Село Баба знаходиться за 4 км від правого берега річки Сула. На відстані до 1,5 км розташовані села Зелене, Дараганове і Берізки. По селу протікає пересихаючий струмок з загатою. До села примикає невеликий лісовий масив. Через село проходить автомобільна дорога Т 1904.

## Історія
12 червня 2020 року, відповідно до розпорядження Кабінету Міністрів України № 723-р «Про визначення адміністративних центрів та затвердження територій територіальних громад Сумської області», село увійшло до складу Недригайлівської селищної громади.
19 липня 2020 року, в результаті адміністративно-територіальної реформи та ліквідації Недригайлівського району, село увійшло до складу новоутвореного  Роменського району.

## Населення

### Мова
Розподіл населення за рідною мовою за даними перепису 2001 року:
| Мова       | Кількість | Відсоток |
| ---------- | --------- | -------- |
| українська | 251       | 99.21%   |
| російська  | 2         | 0.79%    |
| Усього     | 253       | 100%     |